# Panzeria genalis
Panzeria genalis là một loài ruồi trong họ Tachinidae.